# Zabukovje pri Raki
Zabukovje pri Raki – wieś w Słowenii, w gminie Krško. W 2018 roku liczyła 57 mieszkańców.